# Мікрогетерогенність
Мікрогетерогенність (рос. микрогетерогенность, англ. microheterogenity) —
- 1. У біохімії — співіснування окремих глікопротеїнів у формах, що відрізняються за структурою однієї чи кількох

карбогідратних ланок.
- 2. У полімерній хімії — наявність рівномірно розподілених в неперервній фазі полімера ізольованих елементів вільного об'єму.
- 3. У структурній хімії — наявність хаотично розташованих стабільних чи метастабільних агломератів в структурі речовини.